# ZDFneo
ZDFneo – niemiecki, publiczny kanał telewizyjny, przeznaczony dla osób w wieku od 25 do 45 lat, należący do ZDF. Wystartował 1 listopada 2009 roku zastępując ZDFdokukanal.

## Programy

### Programy importowane z innych kanałów ZDF
- Die Deutschen – program dokumentalny o tematyce historycznej
- Alisa – Folge deinem Herzen – opera mydlana
- Bianca – Wege zum Glück – opera mydlana
- Lafer! Lichter! Lecker! – program kulinarny
- Terra X – program dokumentalny o tematyce historycznej
- Abenteuer Wissen – program dokumentalny
- Neues aus der Anstalt – program rozrywkowy, kabaret
- Heute-show – program satyryczny
- Aktenzeichen XY... ungelöst – program kryminalny

### Programy własnej produkcji
- Süper Tiger Show – program komediowy
- neoMusik – program muzyczny
- neoLeben – program lifestyle’owy
- Der Straßenchor – program muzyczny
- Hochzeitsfieber! – program lifestyle’owy
- Comedy Lab – program komediowy

### Seriale zagraniczne
- Rockefeller Plaza 30 – serial komediowy
- Policjanci z Miami – serial kryminalny
- Sprawy inspektora Lynleya – serial kryminalny
- Tajniacy – serial sensacyjny
- Hustle – serial kryminalny
- Taking the Flak – serial komediowo-sensacyjny
- In Plain Sight – serial sensacyjny
- Kroniki Seinfelda – serial komediowy
- Free Agents – serial komediowy
- Jak nie być sobą – serial komediowy